# Santissimo Corpo e Sangue di Cristo
Santissimo Corpo e Sangue di Cristo är en kyrkobyggnad i Rom, helgad åt Jesu Kristi heliga kropp och blod. Kyrkan är belägen vid Via Narni i quartiere Tuscolano och tillhör församlingen Santissimo Corpo e Sangue di Cristo.
Kyrkan förestås av Missionari del Preziosissimo Sangue, Det allraheligaste blodets missionärer.

## Historia
Kyrkan uppfördes efter ritningar av arkitekten Aldo Aloysi och konsekrerades år 1991.
Interiörens altarvägg har ett stort träkrucifix.

## Kommunikationer
- Tunnelbanestation  Ponte Lungo
- Tunnelbanestation  Furio Camillo